# Brandon Frazier
Brandon Frazier (Phoenix, 19 de noviembre de 1992) es un deportista estadounidense que compite en patinaje artístico, en la modalidad de parejas.
Participó en los Juegos Olímpicos de Pekín 2022, obteniendo una medalla de oro en la prueba por equipo. Ganó dos medallas en el Campeonato Mundial de Patinaje Artístico sobre Hielo, en los años 2022 y 2023.

## Palmarés internacional
| Juegos Olímpicos   | Juegos Olímpicos      | Juegos Olímpicos | Juegos Olímpicos |
| Año                | Lugar                 | Medalla          | Prueba           |
| ------------------ | --------------------- | ---------------- | ---------------- |
| 2022               | Pekín (China)         | Medalla de oro   | Equipo           |
| Campeonato Mundial |                       |                  |                  |
| Año                | Lugar                 | Medalla          | Categoría        |
| 2022               | Montpellier (Francia) | Medalla de oro   | Parejas          |
| 2023               | Saitama (Japón)       | Medalla de plata | Parejas          |